# Браславський Ігор Йосипович
Ігор Йосипович Браславський (нар. 7 грудня 1958 року, Москва — пом. 17 липня 2018 року, там же) — радянський та російський діяч культури, композитор, співак. Лауреат міжнародного конкурсу в Сопоті (1992). Заслужений артист Російської Федерації (1999). Лауреат Премії Уряду Москви. Соліст гурту «Доктор Ватсон» (1994—2004).

## Біографія
Ігор Браславський народився 7 грудня 1958 року в Москві. Навчався в Центральній музичній школі при Московській консерваторії імені П. І. Чайковського по класу валторна. Згодом також закінчив Московське музичне училище імені М. М. Іпполітова-Іванова. Працював у ВІА «Натхнення», «Фантазія», «Надія», «Кінематограф», «Блакитні гітари», в театрі «Музика» під керівництвом Ігоря Гранова. З 1994 по 2004 роки Ігор Браславський був солістом гурту «Доктор Ватсон».
Автор гімну до Всесвітніх юнацьких ігор, які пройшли в Москві в 1998 році. Також він автор музики до кінокомедії «Святе діло» 2007 року.
Ігор Браславський помер 17 липня 2018 року через онкологічне захворювання, з яким він боровся останні роки.
|  | «...Він був сповнений планів, був людиною, любив життя. Він не був великим артистом телевізійним, хоча був заслуженим артистом Росії. Його талант був надзвичайним, він завжди був улюбленцем залу. Артистом він був по народженню», - розповів друг артиста, поет-пісняр Олександр Шаганов |

.

## Нагороди та звання
- 1992 — Гран-прі Міжнародного музичного фестивалю пісні в Сопоті
- 1999 — заслужений артист Росії — за заслуги в галузі мистецтва.